# Aphelocephala nigricincta
Aphelocephala nigricincta es una especie de ave paseriforme, del género Aphelocephala, que pertenece a la superfamilia Meliphagoidea (de la familia de los Pardalotidae, perteneciente a la subfamilia Acanthizidae), endémica de Australia.